# Spellbound Entertainment
Spellbound Entertainment – nieistniejące niemieckie przedsiębiorstwo, które zajmowało się produkcją gier komputerowych. Zostało założone w 1994 roku przez Armina Gesserta. Z powodu problemów finansowych studio zostało zamknięte w 2012, a część pracowników przeszła do nowo założonej firmy Black Forest Games.

## Gry wyprodukowane
- Airline Tycoon (1999)
- Desperados: Wanted Dead or Alive (2001)
- Robin Hood: Legenda Sherwood (2002)
- Airline Tycoon Evolution (2002)
- Smoking Colts (2003)
- Chicago 1930 (2003)
- Desperados 2: Cooper's Revenge (2006)
- Helldorado (2007) – nieoficjalna kontynuacja cyklu o Cooperze, wcześniej zapowiadana jako samodzielny dodatek Desperados 2: Conspiracy.
- Giana Sisters DS (2009) – przeróbka klasycznej platformówki The Great Giana Sisters na konsolę Nintendo DS.
- Arcania (2010) – JoWooD Productions zleciło Spellboundowi przygotowanie czwartej odsłony sagi Gothic. Spellbound Entertainment współtworzyło również poprawkę (wersję 1.6) do gry Gothic 3 autorstwa Piranha Bytes[2].
- Arcania: Upadek Setarrif (2011)
- Airline Tycoon 2 (2011)

## Gry niewydane
- Rogue Stormers – początkowo planowana na rok 2012. W związku z ogłoszeniem niewypłacalności przez Spellbound Entertainment[3] produkt pojawił się w 2016 roku pod szyldem studia Black Forest Games, utworzonego przez byłych członków zespołu SE[4].